# Abianbase (Mengwi)
Abianbase is een bestuurslaag in het regentschap Badung van de provincie Bali, Indonesië. Abianbase telt 7103 inwoners (volkstelling 2010).